# ZOL
ZOL (Zientyfikowany Obiekt Latajacy, Визначений Літаючий Об'єкт) — сьомий студійний альбом польського блюз-рокового гурту Breakout виданий 1979 року.

## Перелік пісень
1. Póki uśmiech na twarzy dziecka
2. Pożegnalny blues
3. Dzień zwęgla się
4. Idzie Wenus
5. Ona odeszła stąd
6. Gdy masz przyjść
7. Oślepił mnie deszcz
8. Co tam za mgłą
9. W cieniu bluesa

## Склад гурту
- Тадеуш Налепа — гітара, вокал
- Міра Кубашіньська — вокал
- Марек Сурзин — гітара
- Кристіан Вілчек — ударні